# Platygloea abdita
Platygloea abdita är en svampart som beskrevs av Bandoni 1959. Platygloea abdita ingår i släktet Platygloea och familjen Platygloeaceae.   Inga underarter finns listade i Catalogue of Life.